# Humus

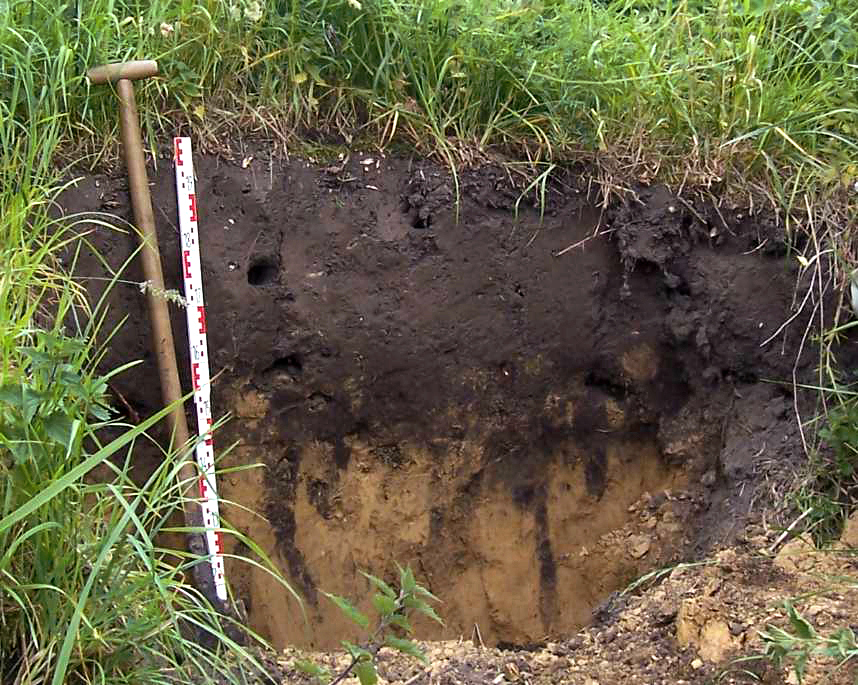
Schwarzerde: Der mächtige humusreiche Oberbodenhorizont zeigt eine hohe Fruchtbarkeit des Bodens an (Schwarzerdeprofil Asel)

Neben den drei Hauptbodenhorizonten (A) humushaltiger Oberboden, (B) Unterboden, wohin Humus durch Einwaschung, Bioturbation oder Wurzelstreu gelangt ist, und (C) Untergrund tragen einige Böden (O) oberflächlich einen organischen Horizont, darüber oft eine Streuschicht. Hartes Grundgestein (in den USA als R-Horizont, in Deutschland als mC-Horizont bezeichnet) ist nicht im engeren Sinne Bestandteil des Bodens.

Humus (lateinisch humus ‚Erde‘, ‚Erdboden‘) bezeichnet in der Bodenkunde die Gesamtheit der fein zersetzten organischen Substanz eines Bodens.
Der Humus ist Teil der gesamten organischen Bodensubstanz und wichtiger Bestandteil des Mutterbodens. Er unterliegt vor allem der Aktivität der Bodenorganismen (Edaphon), die durch ihren Stoffwechsel laufend zum Auf-, Um- oder Abbau des Humus beitragen. Im eigentlichen Sinne gilt in der Fachliteratur nur der zersetzte organische Anteil im Boden als Humus, während der unzersetzte Anteil als Detritus bezeichnet wird. Da die jeweiligen Umwandlungsstufen fließend sind, ist eine genaue Abgrenzung nicht möglich. Weder Humus noch Detritus sind tote Substanz, sondern stark von Mikroorganismen wie Bodenbakterien und Pilzen durchsetzt.

## Entstehung
Humus besteht aus einer Vielzahl komplexer Verbindungen. Nach dem Absterben wird organische Materie freigesetzt und sowohl mechanisch als auch enzymatisch durch Bodenorganismen umgewandelt. Die Verbindungen differieren erheblich bezüglich ihrer Abbaubarkeit und Wasserlöslichkeit. Niedermolekulare Kohlenhydrate und Proteine werden schneller zersetzt, hochmolekulare Verbindungen wie Cellulose oder Lignin werden langsam abgebaut. Daher verweilen bestimmte Humusbestandteile nur wenige Wochen oder Monate im Boden (Nährhumus), andere jedoch Jahrhunderte oder Jahrtausende lang (Dauerhumus). Unter bestimmten klimatischen und geologischen Bedingungen entsteht wenig Humus, so dass zum Beispiel im tropischen Regenwald fast kein Humus zu finden ist.

### Mechanische Phase
Zu Boden gefallene abgestorbene Pflanzenteile und Kadaver werden teilweise durch Tiere (z. B.: Saprobionten) aufgenommen, während die restlichen Bestandteile grob zerkleinert und verstreut in der Streuschicht zurückbleiben. Wind und Wasser tragen zur Dispersion der Teile bei.
Bestandteile der Streuschicht werden von Wenigborstern (Regenwürmer, Enchytraeidae) und Gliederfüßern (Insekten, Tausendfüßer, Spinnentiere) weiter zerkleinert und aufgenommen. Die ausgeschiedenen Stoffe werden durch die Makrofauna im Boden verteilt.

### Initialphase
Wetterbedingte Erosionskräfte (Nässe, Frost, Hitze) durchtränken und zerrütten die widerstandsfähig erscheinenden Feststoffe und fragmentieren hochpolymere Verbindungen durch Hydrolyse und Oxidation unter Sauerstoffverbrauch. Wasserlösliche Komponenten (z. B. Polysaccharide, Peptide, organische Säuren) werden ausgewaschen. Dabei kommt es zu einer starken Vermehrung von Mikroorganismen, die von der Umsetzung der freigesetzten Stoffe leben.

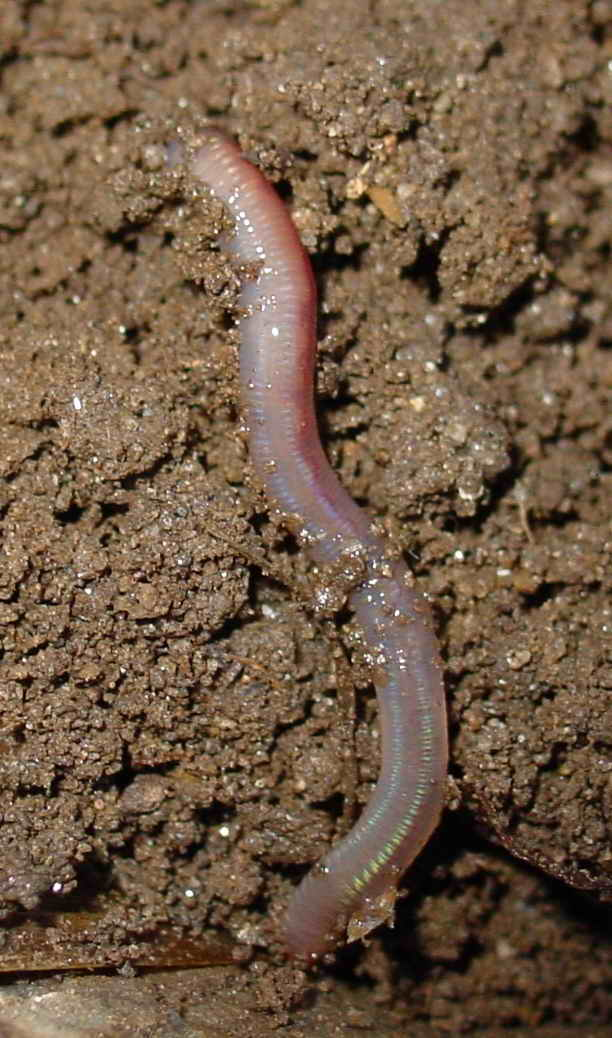
Regenwürmer sind ein klassisches Beispiel für Saprobionten wie Saprophage

Tote Substanz wird durch Saprobionten besiedelt. Sie wird mit zersetzenden Mikroorganismen aus dem Mikrobiom der Aasfresser und Saprobionten behaftet.

### Ab- und Umbauphase
Durch die grabende Suche der Makrofauna nach Nährstoffen im Boden wird die Durchlässigkeit und Durchlüftung des Bodens intensiviert, was die Ausbreitung der Mesofauna (Springschwänze, Milben, Fadenwürmer) begünstigt. Die Stoffe passieren so mehrmals den Verdauungstrakt verschiedener Organismen (Makrofauna – Mesofauna – Mikrofauna). Bei jeder Ausscheidung werden die Hinterlassenschaften mit anderen zersetzenden Mikroorganismen aus der Darmflora ausgestattet. Die organischen Bestandteile werden von Stufe zu Stufe enzymatisch immer weiter fragmentiert und es kommt zur Freisetzung einfacher anorganischer Komponenten wie CO2, H2O, NH4+, NO2−, NO3−, PO43− (Mineralisierung). Schwer abbaubare Stoffe (Knochenfragmente, Cellulose, Lignin, Lipide, Chitin) reichern sich im Boden an, werden aber langsam weiterhin durch Spezialisten (z. B. Weißfäulepilze) ab- und umgebaut (Ligninolyse).
Die sehr vielfältigen Boden-Mikroorganismen bestehen aus Bakterien und Pilzen und sind noch nicht vollständig untersucht. Die meisten sind mesophil und gedeihen am besten zwischen 20 und 45 °C, während in der Rotte thermophile Mikroorganismen auftreten, die 45–80 °C bevorzugen.

### Verhältnis zur Vegetation
Wenig bekannt war bisher die Bedeutung der Vegetation für die Humusbildung. Eine oft kaum beachtete Rolle bei der Humusbildung spielen auch die umstehenden Bäume, durch die Struktur und Inhaltsstoffe des Laubes, durch die Ausbildung ihres Wurzelgeflechtes und mittels ihrer Mykorrhiza.
Im Lauf der humusbildenden Phasen entsteht Nährhumus (labile organische Substanz), im weiteren Stadium Dauerhumus (stabile organische Substanz). Verbleibende Faserstoffe und feste Rückstände binden Kapillarwasser und sorgen für eine langfristige Feuchthaltung des Bodens. Die Hauptmasse des Humus besteht aus der chemisch beständigeren, organischen Substanz.

## Produkte der Humusbildung

Beispiel einer typischen Huminsäure, zusammengesetzt aus vielfältigen kleinen Monomeren wie Chinone, Phenole, Brenzcatechine und Monosacchariden.

Die charakteristischen Stoffe des Humus sind die farbgebenden braunen Huminstoffe, hochkomplexe Makromoleküle, die meist über Brücken und Seitenketten vernetzt sind und aus uneinheitlichen Monomeren bestehen.

### Nährhumus
Nährhumus sind die organischen Stoffe, die im Boden rasch abgebaut werden. Hinzu kommt die Körpersubstanz aller abgestorbenen Bodenorganismen. Der Nährhumus pflanzlicher Herkunft hat folgende Zusammensetzung:
- Kohlenhydrate (Cellulose, Zucker, Stärke; meist über 50 %)
- Lignin (je nach Verholzungsgrad der Pflanzen 10–40 %)
- stickstoffhaltige Verbindungen (meist weniger als 10 %)

Nährhumus dient den meisten Bodenorganismen als Nahrungsquelle und ist damit die Voraussetzung für die biologische Aktivität des Bodens. Flach eingearbeitet bzw. als Wurzelmasse fein verteilt (nach dem Abbau der Wurzeln bleibt ein fein verästeltes Röhrensystem zurück), fördert er die Durchlüftung und damit den Stoffumsatz. Mit dem Zellabbau werden die in der organischen Substanz gebundenen Pflanzennährstoffe wieder in den Stoffkreislauf zurückgeführt. Sie werden so für die Ernährung neuer Pflanzen verfügbar. Der Nährhumus liefert die Bausteine für den Aufbau der Huminstoffe des Dauerhumus.

### Dauerhumus
Im Gegensatz zum Nährhumus wird der Dauerhumus nur sehr langsam abgebaut. Er entsteht durch weiteren Abbau von Nährhumus oder im Endstadium der Kompostierung.
Er kann sowohl Wasser als auch Nährstoffe binden und wieder an die Pflanzen abgeben. Das Wasser- und Nährstoffbindungsvermögen beträgt ein Vielfaches von dem des Tons. Dauerhumus ist ein wesentliches Bau- und Stabilisierungselement des Bodengefüges durch Bildung von Ton-Humus-Komplexen und von stabilen Bodenaggregaten. Der Dauerhumus stellt den größten Teil der organischen Substanz des Bodens (im Allgemeinen über 90 %) und enthält die Hauptmasse des Bodenstickstoffs. Er verursacht die dunkle Farbe des humosen Oberbodens und fördert so die Erwärmung der Bodenoberfläche. Durch seine Eigenschaften bestimmt der Dauerhumus maßgeblich die Bodenfruchtbarkeit.

### Erdgeruch
Je nach Bodenart können dem Humus unterschiedliche Duftnoten entströmen. Die volatilen Bestandteile von Humus sind vielfältig und noch weitgehend unbestimmt. Vermutlich stammen sie von den Abbauprodukten von Mikroorganismen oder Pilzen. Untersucht wurde bisher nur die Moderfäule von Holz und der Modergeruch. Der Geruch von Regen auf trockener Erde wird Petrichor genannt. Eine der geruchsbildenden Komponenten darin ist Geosmin, ein bicyclischer tertiärer Alkohol, Ausscheidungsprodukt von Schimmelpilzen.

### eDNA
Aus vielen abgebauten Organismen blieben nicht nur deren schwer abbaubare Substanzen und Festbestandteile zurück, sondern auch ein kleiner Teil ihrer DNA. Diese freie DNA wird als Umwelt-DNA (englisch environmental DNA, abgekürzt eDNA) bezeichnet. Die eDNA-Analyse ermöglicht, die Biodiversität der Pflanzen- und Kleintier-Zusammensetzungen von Biotopen anhand von Bodenproben zu bestimmen, wobei natürlich die vielen Bodenorganismen und Mikroorganismen dominieren (über 2/3 der eDNA stammt meist von Springschwänzen). In altem Humus etwa aus Permafrostböden kann eDNA Auskunft geben über vorgeschichtliche Biotopzusammensetzungen und so auch über das Paläoklima.

## Eigenschaften
Die Humusqualität kann am Stickstoffgehalt, und zwar am Kohlenstoff/Stickstoff-Verhältnis (C/N) gemessen werden. In der frisch abgestorbenen Substanz ist das C/N-Verhältnis hoch, allerdings mit starken Unterschieden in Abhängigkeit von Pflanzenart (C/N-Verhältnis von Winterweizen: 71; Zuckerrübe: 20), Alter der Pflanzen oder Anbaumethode. Durch den Abbau im Boden verringert sich das C/N-Verhältnis. Ein optimales C/N-Verhältnis liegt bei 10 bis 15.
Für die überschlägige Berechnung des Stickstoffgehaltes des humosen Oberbodens spielen der Humusgehalt und die Mächtigkeit des A-Horizontes eine Rolle. Dabei kann von einem Stickstoffgehalt in Höhe von 1/17 des Humusgehaltes und einem Gewicht des Krumenbodens von 1500 t/10 cm/ha ausgegangen werden. Unter feucht-gemäßigten Klimaverhältnissen wird damit gerechnet, dass jährlich etwa 2–3 % des organisch gebundenen Stickstoffs der Krume umgesetzt und damit pflanzenverfügbar werden (= Stickstoffnachlieferung des Bodens).
Aufgrund des hohen C-Gehaltes des Humus (fast 60 %) kann durch hohe Humusgehalte gleichzeitig Kohlenstoff im Boden gebunden werden.
Wegen des Porenvolumens ihrer Kapillarräume können humusreiche Böden mehr Wasser speichern als andere.

## Humusformen

### Auflagehorizonte

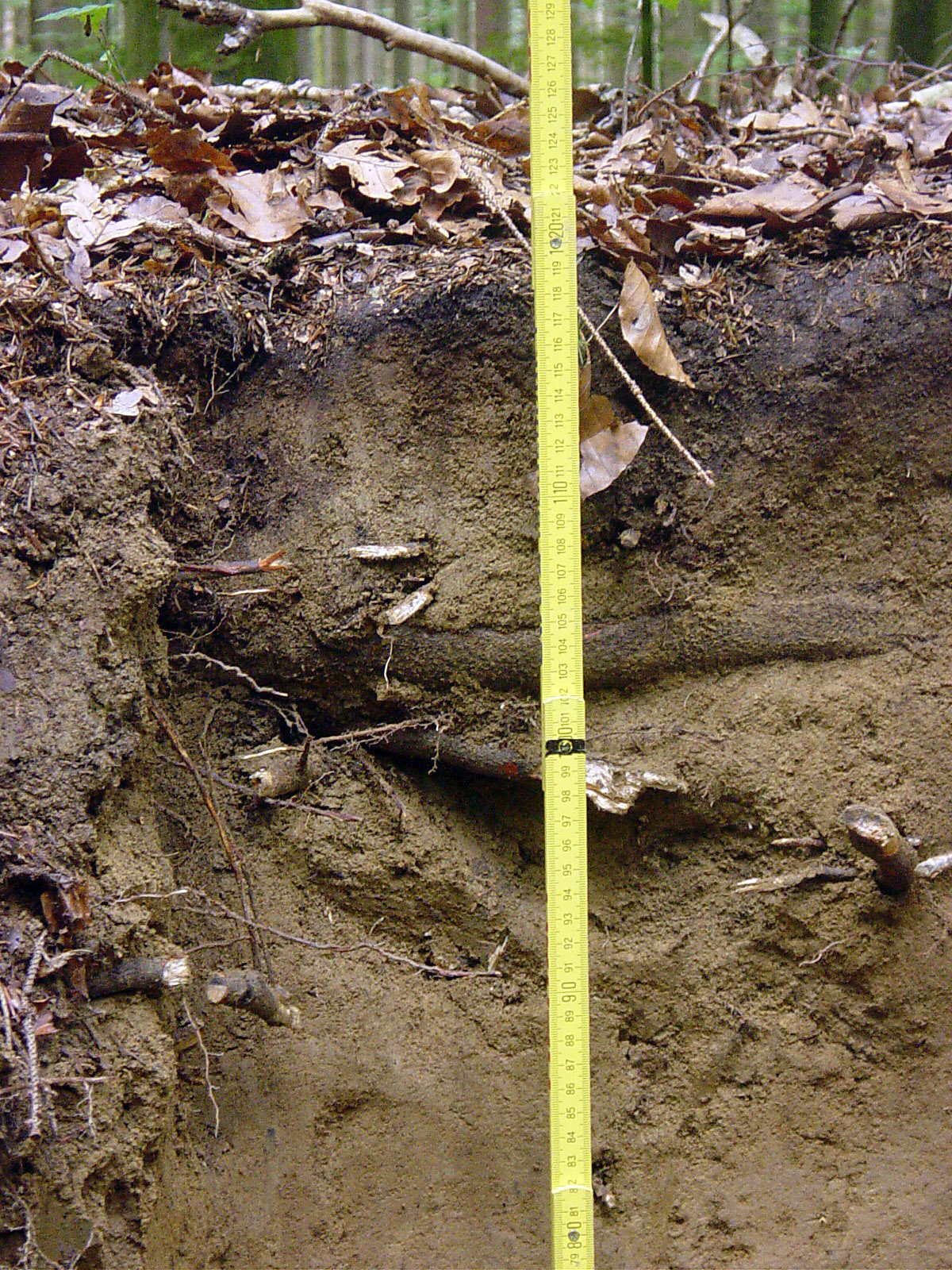
Auflagehorizonte sind in der gemäßigten Zone oft nur wenige Zentimeter mächtig.

Die Humusauflage eines naturbelassenen nicht durchnässten Bodens kann im herkömmlichen Modell drei Bodenhorizonte umfassen:
Mit L wird der Streu-Horizont (englisch litter – „Streu“) bezeichnet. Er enthält abgestorbene Pflanzenreste, die nicht oder nur wenig zersetzt sind. Diese sind als solche noch ohne Einschränkung erkennbar und nach Pflanzenart klassifizierbar. Der Volumenanteil an Feinsubstanz beträgt weniger als 10 %.
O (von organisch) bezeichnet einen Horizont aus organischer Substanz mit einem Volumenanteil von mehr als  10 % Feinsubstanz. Pflanzenreste sind bereits deutlich zersetzt. Der Horizont enthält mineralische Substanz mit einem Massenanteil von weniger als 70 %. Der O-‍Horizont lässt sich untergliedern in Of- und Oh-‍Horizont.
Of (vermodert, von schwedisch: Förmultningsskiktet) ist ein O-‍Horizont, in dem der Volumenanteil der organischen Feinsubstanz mit 10 bis 70 % deutlich hervortritt. Durch Fermentation und Vermoderung hat bereits eine weitgehende Zersetzung der Pflanzenreste stattgefunden. Noch sind Strukturen pflanzlicher Gewebe erkennbar, diese sind jedoch bereits mit Humuspartikeln vermengt.
Oh (von humos) bezeichnet den Dauerhumus-Horizont mit dunkel gefärbten Huminstoffen. An dem darin enthaltenen Material sind keinerlei pflanzliche Strukturen mehr erkennbar. Die Zersetzung des Pflanzenmaterials hat ein weit fortgeschrittenes Stadium erreicht. Der Volumenanteil organischer Feinsubstanz überwiegt mit einem Wert von über 70 %.
Nicht mit zur Humusauflage gehört der Ah-Horizont. Dieser ist der mineralische Oberboden und enthält meist durch tierische Aktivität (etwa Regenwürmer und Maulwürfe) oder menschliche Aktivität (zum Beispiel Pflügen) eingebrachten Humus. Der Massenanteil im Humus beträgt hier maximal 30 Prozent.
Wie stark die Humusauflage ausgeprägt ist, und welche der beschriebenen Horizonte sie aufweist, hängt insbesondere davon ab, inwieweit durch die bestehenden Umweltbedingungen (Temperatur, Feuchtigkeit, Bodenversauerung, Nährstoffversorgung, Exposition, Lage, Breitengrad, Klima und anderes) Humusakkumulation begünstigt wird. Allgemein ist die Humusakkumulation umso stärker, je ungünstiger sich die Umwelt für die Aktivität der Mikroorganismen gestaltet.

### Mull
Charakteristisch für die Humusform Mull ist leicht zersetzbares organisches Material (Laubstreu) und optimale Abbaubedingungen im mineralischen Oberboden. Dadurch bildet sich nur eine geringmächtige Humusauflage (L-Horizont). Streuzersetzung findet hauptsächlich im Ah-Horizont statt. Mull ist maßgeblich an der Bildung eines hohlraumreichen, stabilen Krümelgefüges basenreicher Böden beteiligt. Es überwiegen bodenwühlende Vertreter des Edaphons wie Regenwürmer, Asseln, Tausendfüßler und Fliegenlarven. Regenwürmer sorgen durch ihre stetigen Kotablagerungen auf der Bodenoberfläche und in ihren Gängen dafür, dass der Oberboden fortwährend mit neu gebildetem Mull versorgt wird. Die im Mull gebildeten Humusstoffe sind hochpolymer und daher kaum mobil.

### Rohhumus

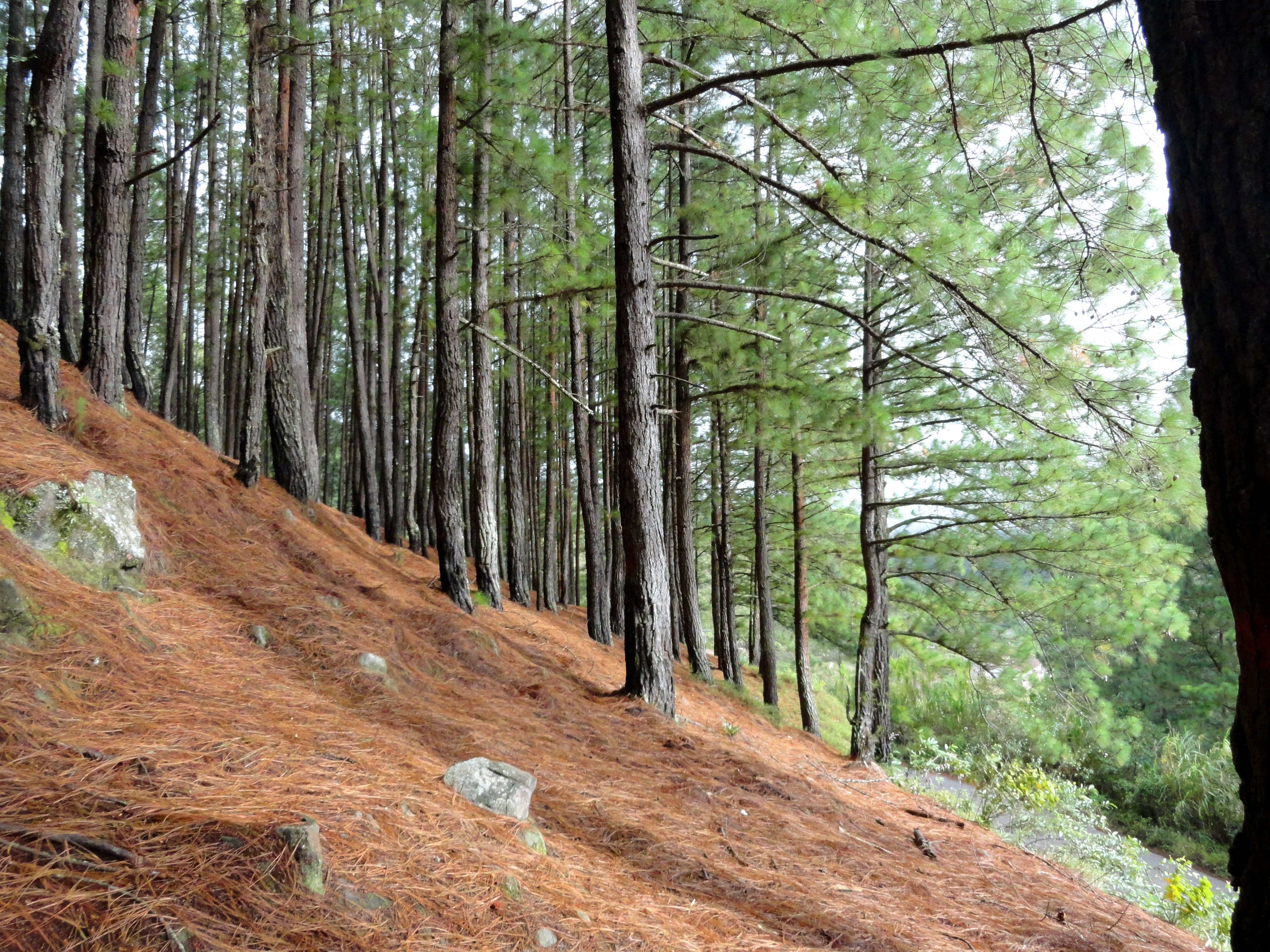
Die schwer zersetzbare Nadelstreu der Gattung Pinus sorgt für eine dicke Rohhumusauflage

Der Rohhumus ist die ungünstigste Humusform. Rohhumus besteht aus weitgehend noch nicht zersetzten Vegetationsrückständen. Ein saures Milieu, ein zu kühles oder feuchtes Klima führen zu mangelhafter Umsetzung der Pflanzenabfälle.
Beispielsweise ist die Streu der Nadelbäume schwerer zersetzbar als die vieler Laubbäume. Im Allgemeinen sind Bestandteile wie Wachse, Harze sowie Gerbstoffe und auch Lignin schwer umsetzbar, folglich überdauern abgestorbene Pflanzenteile mit hohen Anteilen dieser Stoffe auch wesentlich länger. Das unzersetzte Streumaterial und die wenige vorhandene organische Feinsubstanz sind manchmal deutlich voneinander abgegrenzt.
Aus dem Oberboden können die Huminstoffe weiter in den Unterboden (B-Horizont) ausgewaschen werden. Dazu kommt, dass schlecht zersetzte Streu eines Rohhumusbodens organische Säuren bilden kann. Dadurch wird auch das Eisen im Boden verstärkt wanderungsfähig und kann ebenfalls in den B-Horizont ausgewaschen werden. Rohhumus fördert damit die Podsolierung.

### Hydromorphe Humusformen
Sehr hohe Wassergehalte hemmen die Sauerstoffversorgung eines Bodens und somit die Zersetzung organischer Substanz, die sich demzufolge anreichert. Entsprechend dem Wasserhaushalt werden die dabei entstehenden Humusformen als Feuchthumus, Nasshumus und Sumpfhumus bezeichnet. Extrem nasse Standorte führen zur Torfbildung. Am Grund von Gewässern gibt es den Seehumus (siehe Mulm).
Feuchthumusformen bilden sich in Oberböden, die überwiegend im Winter bis an die Oberfläche vernässen, im Sommer aber belüftet sind. Die Humusformen ähneln denen aeromorpher Böden, enthalten aber einen höheren Anteil an organischer Substanz. Die Übergänge sind fließend. Feuchthumusformen sind typisch für höhere Mittelgebirgslagen, insbesondere bei hohen Jahresniederschlägen und niedriger Jahresmitteltemperatur, langer Schneeschmelze und einem stauenden Unterboden. Drei Formen werden unterschieden: Feuchtmull mit 8–15 % organischer Substanz bildet sich unter Einfluss von lange hochanstehendem Hang- oder Grundwasser. Unter langfristigem Einfluss von stagnierendem basenarmem Grund- oder Stauwasser entsteht schmieriger Feuchtmoder. Bei langanhaltend hochstehendem basenarmen Wasser kann ebenfalls schmieriger Feuchtrohhumus entstehen.
Unter starkem Einfluss von langfristig oberflächennahem Grund- oder Stauwasser ist der Abbau organischer Substanz noch stärker eingeschränkt als bei Feuchthumusformen. Es bildet sich die Nasshumusform Anmoor, mit Humusgehalten zwischen 15 und 30 % in einem dunkel gefärbten Horizont.

### Felshumusboden

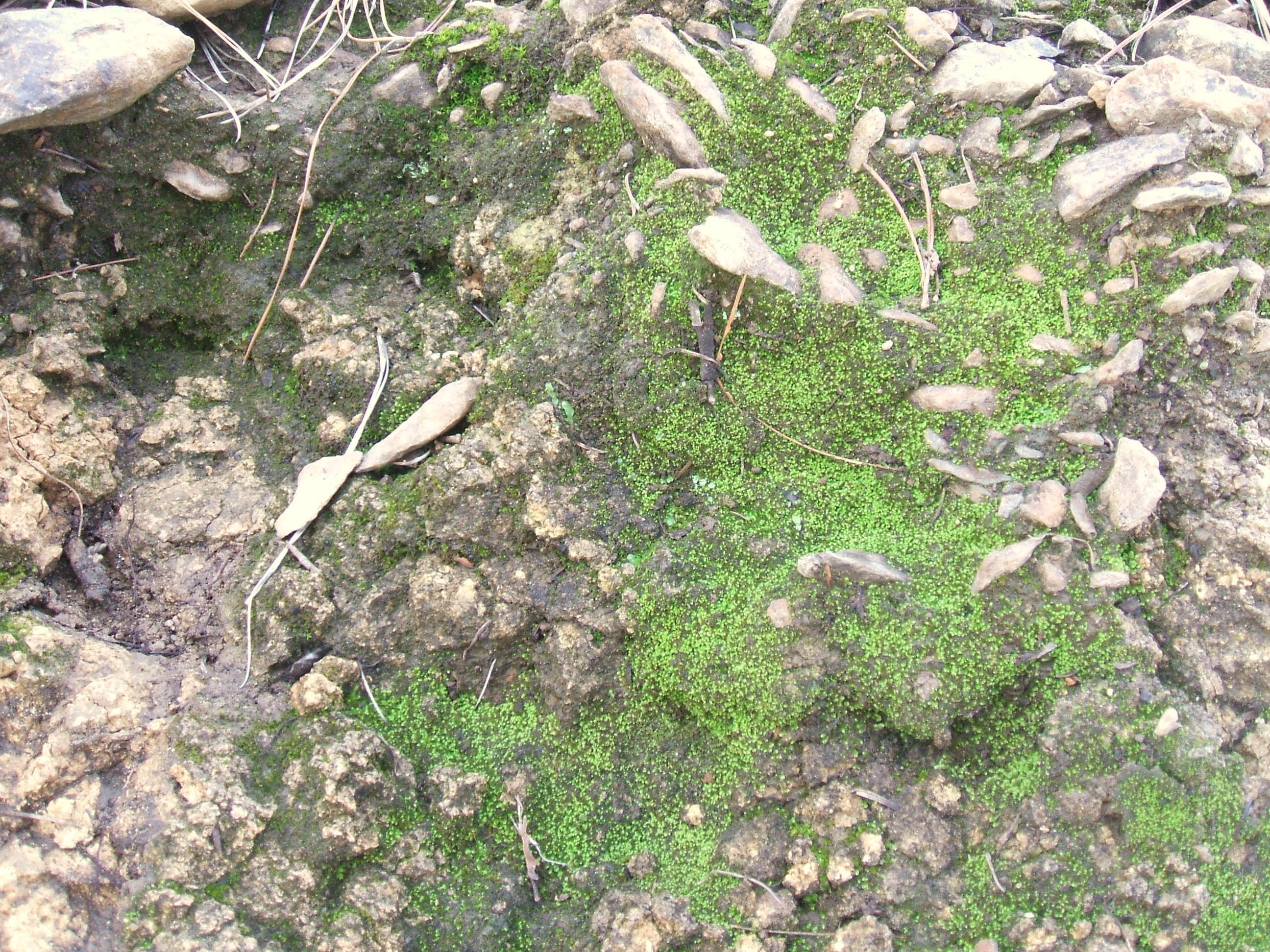
Erste Moosbesiedlung des Felses – Die Initialphase des Felshumusbodens

Spaltenhumus oder Felshumusboden bezeichnet die Entstehung von Humus in Gesteinen und Bergwänden; die Humifizierung vollzieht sich von innen nach außen durch die Biozönose verschiedener Lithobionten. Er besteht aus lehmgelben bis kastanienbraunen kalkigen Tonen und besitzt hohe Feuchtigkeit und hohen Detritusgehalt. Auf Felsen entsteht er auf sogenannten Karrenfeldern und ergibt die Basis für alpine immergrüne Gewächse.

## Humusgehalt der Böden

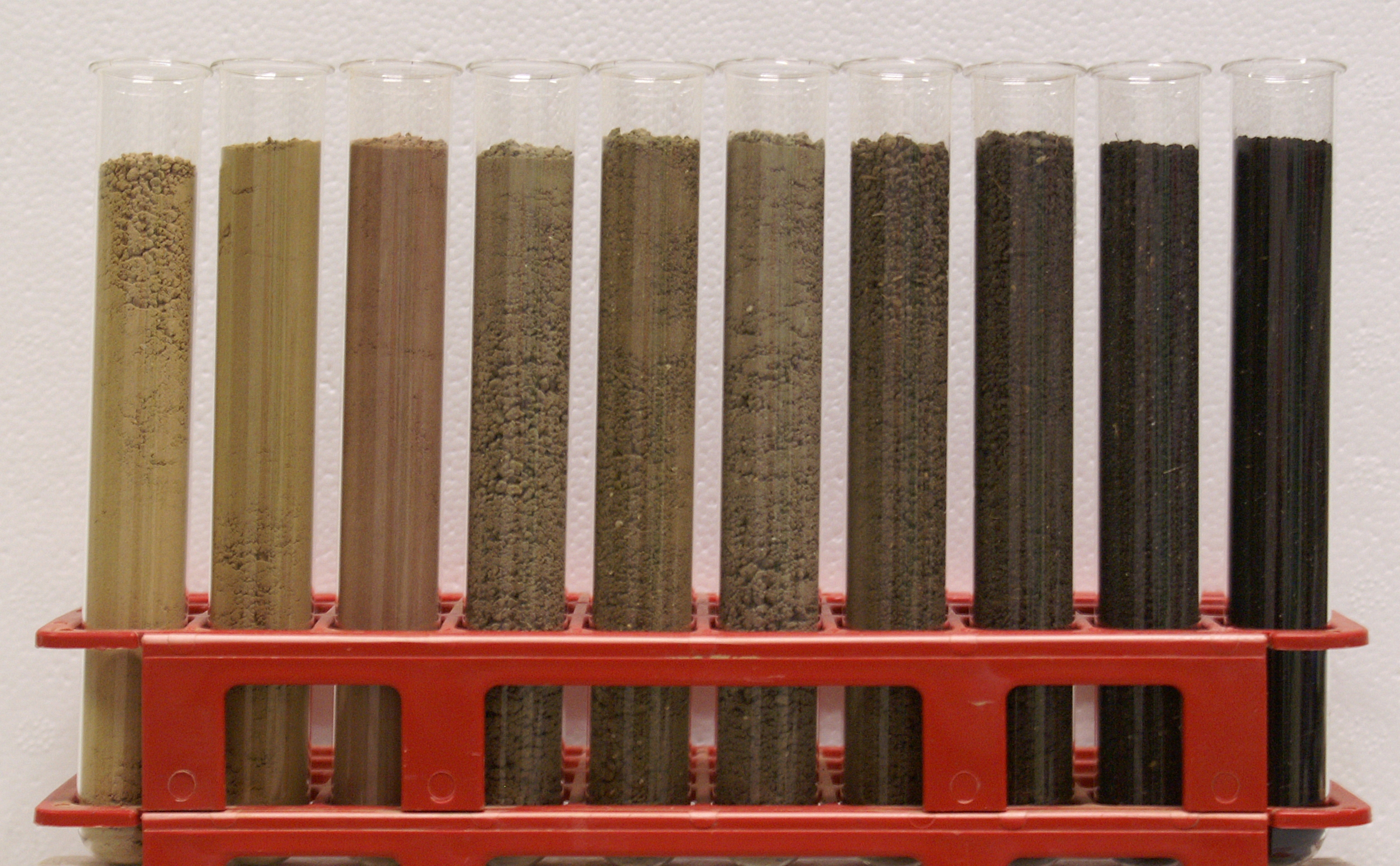
Der Humusgehalt kann anhand der Textur, der Bodenfarbe und des pH-Wertes grob abgeschätzt werden. Eine genaue Bestimmung der organischen Substanz erfolgt laboranalytisch.
Die dargestellten Bodenproben haben folgende Humusgehalte (von links nach rechts):
1. schluffiger Lehm – 0,7 g/100 g
2. schluffiger Lehm – 1,7 g/100 g
3. sandiger Lehm – 3,1 g/100 g
4. toniger Lehm – 5,4 g/100 g
5. toniger Lehm – 6,5 g/100 g
6. toniger Lehm – 7,9 g/100 g
7. toniger Lehm – 9,9 g/100 g
8. toniger Lehm – 12,5 g/100 g
9. sandiger Lehm – 21,4 g/100 g
10. Moorboden – 84,0 g/100 g

Der Humusgehalt der Böden kann in weiten Grenzen schwanken. Er lässt sich aus Messwerten für den Gehalt des Bodens an organischem Kohlenstoff berechnen, indem man diese Werte mit dem Faktor 1,72 (bei Torfen und Auflagehumus Faktor 2) multipliziert. Abhängig ist der Humusgehalt vom Bodenhorizont, der Pflanzendecke, vom Klima, von der Bodenfeuchte und der Bodennutzung. Auch hinsichtlich der Verteilung des Humus im Boden bestehen große Unterschiede: In Waldböden liegt die Hauptmasse des Humus als mehr oder weniger mächtige Auflage (siehe Humusformen) über dem Mineralboden (Auflagehumus, Rohhumus). In landwirtschaftlich genutzten Mineralböden ist der Humus mit dem Mineralanteil innig vermischt. Der Gehalt nimmt von oben nach unten rasch ab. Der mittlere Humusgehalt beackerter Mineralböden liegt in der Krume bei 1,8–2,5 %, bei Grünlandböden im Mittel der oberen 10 cm bei 5–8 %. Höhere Humusgehalte sind typisch für tonige Böden, feuchte bis nasse Böden und Böden in niederschlagsreichem Klima. Stark durchlüftete, sandige Böden haben niedrigere Humusgehalte (1–2 %).
Im Boden findet ein ständiger Abbau und Aufbau von Humus statt. In einem stabilen Ökosystem (zum Beispiel Wald, altes Grünland) halten sich beide Vorgänge die Waage, d. h. der Humusgehalt verändert sich kaum. Die Bodenbearbeitung verstärkt den Humusabbau. Deshalb muss eine ausreichende Zufuhr von organischer Substanz (Humusversorgung) erfolgen. Der Einfluss des Ackerbaus auf den Humusgehalt des Bodens lässt sich gut an Grünlandumbrüchen zeigen: Die unter Grünland höheren Humusgehalte sinken in den ersten Jahren der Ackernutzung rasch ab und stellen sich allmählich auf einen von Standort zu Standort unterschiedlichen, niedrigen Wert ein. Bei Neuansaat von Grünland nehmen sie allmählich wieder zu. Wenn der Resthumusgehalt, wie er in unseren Ackerböden vorkommt, auch relativ stabil ist, so ist er doch nicht unangreifbar. Er kann zum Beispiel durch den Anbau von Humuszehrern wie Zuckerrüben, Kartoffeln, Silomais oder Gemüse heruntergewirtschaftet werden. Im Rahmen von Cross Compliance wird auf die Erhaltung der organischen Substanz im Boden großer Wert gelegt. In bestimmten Fällen sind landwirtschaftliche Betriebe dazu verpflichtet, den Humusgehalt durch eine Bodenuntersuchung ermitteln zu lassen.

## Organische Düngung
Durch die Entdeckung des Edaphons und der Funktionen des Humus gab es die Möglichkeit, nach Alternativen in Form einer organischen Düngung zu suchen, nachdem im letzten Viertel des 20. Jahrhunderts der mineralische Dünger zunehmend in die Kritik geraten war (siehe Geschichte des Düngers).
Die Zufuhr organischer Substanz erfolgt herkömmlich durch
- die bei der Ernte auf dem Feld verbleibenden Ernterückstände (Wurzeln, Stoppeln, Stroh, Sprossmasse),
- den gezielten Anbau von Zwischenfrüchten zur Gründüngung
- Wirtschaftsdünger (Mist, Gülle, Kompost, Klärdünger)
- Rindenhumus

Die Menge der dem Boden zugeführten organischen Substanz wird von einer Vielzahl von Faktoren (z. B.: Pflanze, Ertrag, Düngung, Abfuhr des Strohs) bestimmt. Es kommt weniger darauf an, dass dem Boden Nährstoffe in großen Mengen zugeführt werden, sondern dass sie vom Boden „verarbeitet“ werden können. Ernterückstände, Zwischenfrüchte, Stallmist und Gülle sind in ihrer Wirkung auf den Humusgehalt unterschiedlich zu bewerten.
Generell handelt es sich um zersetzliche Substanzen, deren Abbau in Abhängigkeit ihrer stofflichen Zusammensetzung erfolgt. Dabei wird Lignin-haltiges (verholztes) Material langsamer abgebaut als beispielsweise frisches Gras, bei dem die Nährstoffe schneller verfügbar sind.

## Dokumentarfilme
- Humus – Die vergessene Klima-Chance, 2009[27]
- Kiss the Ground, 2020[28]